# Patsy Cline
Patsy Cline (tên khai sinh: Virginia Patterson Hensley; 8 tháng 9 năm 1932 - 5 tháng 3 năm 1963) là một nữ ca sĩ người Mỹ. Cô được coi là một trong những giọng ca có ảnh hưởng nhất của thế kỷ 20 và là một trong những nghệ sĩ nhạc đồng quê đầu tiên thành công trong việc di chuyển sang nhạc pop. Cline đã có một số hit lớn trong sự nghiệp thu âm tám năm của mình, bao gồm hai hit số một trên bảng xếp hạng Billboard Hot Country và Western Sides.
Buổi biểu diễn chuyên nghiệp đầu tiên của Cline bắt đầu tại đài phát thanh WINC địa phương khi cô mười lăm tuổi. Đầu những năm 1950, Cline bắt đầu xuất hiện trong một ban nhạc địa phương do nghệ sĩ Bill Peer dẫn đầu. Sự xuất hiện khác nhau của địa phương đã dẫn đến những màn trình diễn đặc sắc trên các chương trình phát sóng trên truyền hình Town and Country của Connie B. Gay. Nó cũng dẫn đến việc ký hợp đồng thu âm đầu tiên của cô với nhãn Four Star vào năm 1954. Cô đã có các thành công nhỏ với các đĩa đơn Four Star sớm nhất của mình bao gồm "A Church, A Courtroom and Goodbye" (1955) và "I Loved and Lost Again" (1956). Tuy nhiên, vào năm 1957, Cline xuất hiện lần đầu tiên trên truyền hình quốc gia trên Arthur Godfrey's Talent Scouts. Sau khi biểu diễn "Walkin' After Midnight", đĩa đơn này đã trở thành hit lớn đầu tiên của cô trên cả bảng xếp hạng nhạc đồng quê và nhạc pop.
Những đĩa đơn tiếp theo của Cline với Four Star Records đều không thành công, mặc dù cô vẫn tiếp tục biểu diễn và thu âm. Sau khi kết hôn vào năm 1957 và sinh con vào năm 1958, cô chuyển đến Nashville, Tennessee để tiếp tục sự nghiệp. Làm việc với người quản lý mới Randy Hughes, Cline trở thành thành viên của Grand Ole Opry và sau đó chuyển đến Decca Records vào năm 1960. Dưới sự chỉ đạo của nhà sản xuất Owen Bradley, âm thanh âm nhạc của cô đã thay đổi và cô đã đạt được thành công nhất quán. Đĩa đơn năm 1961 "I Fall to Pieces" sẽ trở thành tác phẩm đầu tiên của cô đứng đầu bảng xếp hạng quốc gia Billboard. Khi bài hát trở thành hit, Cline bị thương nặng trong một tai nạn ô tô, khiến cô phải ở bệnh viện một tháng. Sau khi hồi phục, đĩa đơn phát hành tiếp theo của cô "Crazy" cũng sẽ trở thành một hit lớn.
Trong khoảng thời gian từ 1962 đến 1963, Cline đã có những bản hit với "She's Got You", "When I Get Through with You", "So Wrong" và "Leavin' on Your Mind". Cô cũng đi lưu diễn và các chương trình tiêu đề với tần suất nhiều hơn. Vào tháng 3 năm 1963, Cline xuất hiện tại một triển lãm quảng bá ở Thành phố Kansas, Kansas. Để trở về nhà, cô lên máy bay cùng với các nghệ sĩ đồng quê Cowboy Copas, Hawkshaw Hawkins và quản lý Randy Hughes. Khi gặp thời tiết khắc nghiệt, máy bay đã rơi bên ngoài Camden, Tennessee, giết chết tất cả những người trên máy bay.